# Понтриё (кантон)
Понтриё (фр. Pontrieux) — упраздненный кантон во Франции, в регионе Бретань, департамент Кот-д’Армор. Входил в состав округа Генган.
Код INSEE кантона — 2240. Всего в кантон Понтриё входило 8 коммун, из них главной коммуной являлась Понтриё.

## Коммуны кантона
| Коммуна         | Население, чел. (1999) | Почтовый индекс | Код INSEE |
| --------------- | ---------------------- | --------------- | --------- |
| Брелиди         | 335                    | 22140           | 22018     |
| Кампер-Гезеннек | 1018                   | 22260           | 22256     |
| Плоэзаль        | 1190                   | 22260           | 22204     |
| Плуэк-дю-Триё   | 1087                   | 22260           | 22212     |
| Понтриё         | 1121                   | 22260           | 22250     |
| Рюнан           | 225                    | 22260           | 22269     |
| Сен-Жиль-ле-Буа | 401                    | 22290           | 22293     |
| Сен-Клет        | 785                    | 22260           | 22283     |

## Население
Население кантона на 2006 год составляло 6 244 человека.
| 1962 | 1968 | 1975 | 1982 | 1990 | 1999  | 2006  | 2007 |
| ---- | ---- | ---- | ---- | ---- | ----- | ----- | ---- |
| -    | -    | -    | -    | -    | 6 160 | 6 244 | -    |